# Pohár FAČR 2016-2017
La Coppa della Repubblica Ceca 2016-2017 di calcio (in ceco Pohár české pošty) è stata la 24ª edizione del torneo. La competizione è iniziata il 22 luglio 2016 e si è conclusa il 17 maggio 2017. Lo Trinity Zlín ha vinto il torneo per la prima volta nella sua storia.

## Turno preliminare
| Squadra 1                   | Risultato       | Squadra 2                          |
| --------------------------- | --------------- | ---------------------------------- |
| 22 luglio 2016              |                 |                                    |
| Frýdlant nad Ostravicí      | 0 – 0 (3-4 dtr) | Havířov                            |
| 23 luglio 2016              |                 |                                    |
| TJ Přeštice                 | 1 – 3 (dts)     | Přední Kopanina                    |
| FK Kratonohy                | 2 – 0           | Jiskra Ústí nad Orlicí             |
| Aritma Praga                | 2 – 3 (dts)     | Kolín                              |
| Rakovník                    | 1 – 1 (4-3 dtr) | Karlovy Vary                       |
| Vysoké Mýto                 | 0 – 1           | Čáslav                             |
| Jakubčovice Fotbal          | 1 – 3           | Hranice                            |
| Slavičín                    | 3 – 0           | Valašské Meziříčí                  |
| TJ Lokomotiva Petrovice     | 1 – 2           | FC Odra Petřkovice                 |
| Náchod-Deštné               | 3 – 1 (dts)     | Trutnov                            |
| 24 luglio 2016              |                 |                                    |
| SK Uhelné sklady Praha      | 1 – 5           | Hradec Králové                     |
| TJ Sokol Sezimovo Ústí      | 2 – 0           | Sokol Hostouň                      |
| TJ Proboštov                | 4 – 4 (5-3 dtr) | Neratovice-Byškovice               |
| Arsenal Česká Lípa          | 2 – 2 (1-4 dtr) | FC Slovan Velvary                  |
| Cidlina Nový Bydžov         | 1 – 3           | Spartak Chrastava                  |
| TJ Svitavy                  | 0 – 3           | OEZ Letohrad                       |
| SK Štětí                    | 2 – 2 (4-2 dtr) | Pěnčín-Turnov                      |
| Motorlet Praga              | 8 – 2           | Nový Bor                           |
| Baník Souš                  | 4 – 2           | Ostrov                             |
| TJ Sušice                   | 0 – 5           | SK Klatovy 1898                    |
| FC Viktoria Mariánské Lázně | 4 – 1           | Rokycany                           |
| SS Ostrá                    | 0 – 7           | Admira Praga                       |
| TJ Tatran Sedlčany          | 3 – 4           | Kladno                             |
| SK Sokol Brozany            | 3 – 1           | Chomutov                           |
| AFK Tišnov                  | 2 – 2 (9-8 dtr) | Blansko                            |
| FC Restra Kralice na Hané   | 0 – 2           | Template:Calcio Kralovske          |
| FC RAK Provodov             | 0 – 1           | SFK ELKO Holešov                   |
| SC Pustá Polom              | 0 – 2           | Dolní Benešov                      |
| FK Jeseník                  | 0 – 2           | Šumperk                            |
| TJ Slovan Bzenec            | 0 – 1           | Breclav                            |
| FC Spartak Velká Bíteš      | 1 – 2           | Tasovice                           |
| FC Elseremo Brumov          | 2 – 1           | FC Velké Karlovice + Karolinka     |
| 1. FC Viktorie Přerov       | 3 – 2           | 1. HFK Olomouc                     |
| Stará Říše                  | 2 – 1           | SFK Vrchovina Nové Město na Moravě |
| FC Chotěboř                 | 3 – 2 (dts)     | FK Pelhřimov                       |
| OSS Lomnice                 | w/o             | Baník Most                         |

## Primo turno
| Squadra 1                   | Risultato | Squadra 2           |
| --------------------------- | --------- | ------------------- |
| 30 luglio 2016              |           |                     |
| Havířov                     | 1 – 2     | Fotbal Třinec       |
| FK Kratonohy                | 1 – 5     | Chrudim             |
| FC Viktoria Mariánské Lázně | 1 – 6     | Baník Sokolov       |
| Slavičín                    | 1 - 0     | Hanácká             |
| Rosice                      | 0 – 1     | Znojmo              |
| FC Elseremo Brumov          | 0 – 5     | Vítkovice           |
| Stará Říše                  | 1 – 2     | Velké Meziříčí      |
| Šumperk                     | 1 – 0     | Mohelnice           |
| Dolní Benešov               | 0 – 3     | Baník Ostrava       |
| SFK ELKO Holešov            | 0 – 6     | Sigma Olomouc       |
| 1.FC Viktorie Přerov        | 1 – 5     | Uničov              |
| FC Odra Petřkovice          | 0 – 1     | Opava               |
| Hranice                     | 0 – 5     | Nový Jičín          |
| Líšeň                       | 1 – 0     | Viktoria Otrokovice |
| Breclav                     | 4 – 3     | Vyškov              |
| Čáslav                      | 0 – 3     | Sokol Živanice      |
| 31 luglio 2016              |           |                     |
| Meteor Praga VIII           | 2 – 3     | Litoměřice          |
| Rakovník                    | 0 – 2     | Štěchovice          |

## Secondo turno
| Squadra 1              | Risultato       | Squadra 2          |
| ---------------------- | --------------- | ------------------ |
| 9 agosto 2016          |                 |                    |
| Nový Jičín             | 1 – 2           | Karviná            |
| 10 agosto 2016         |                 |                    |
| Šumperk                | 1 – 4           | Opava              |
| Chrudim                | 1 – 0 (dts)     | Vítkovice          |
| Líšeň                  | 1 – 3           | Prostějov          |
| Slavoj TKZ Polná       | 1 – 10          | Sigma Olomouc      |
| Hlučín                 | 2 – 1 (dts)     | Frýdek-Místek      |
| Spartak Hulín          | 2 – 1           | Znojmo             |
| Uničov                 | 1 – 3           | Slovácko           |
| Slavičín               | 1 – 3           | Zbrojovka Brno     |
| SK Klatovy 1898        | 1 – 9           | Vysočina Jihlava   |
| Jiskra Domažlice       | 1 – 4           | Jablonec           |
| Štěchovice             | 2 – 3           | Bohemians 1905     |
| Loko Vltavín           | 1 – 2           | Táborsko           |
| Písek                  | 3 – 0           | Varnsdorf          |
| Sokol Živanice         | 0 – 1           | Pardubice          |
| Admira Praga           | 1 – 4           | Hradec Králové     |
| Převýšov               | 0 – 3           | Dukla Praga        |
| Tachov                 | 1 – 1 (5-4 dtr) | Viktoria Žižkov    |
| SK Benátky nad Jizerou | 2 – 5           | Graffin Vlašim     |
| Český Brod             | 3 – 4           | Dyn. Č. Budějovice |
| Králův Dvůr            | 1 – 0           | Teplice            |
| 16 agosto 2016         |                 |                    |
| Litoměřice             | 3 – 1           | Příbram            |
| 17 agosto 2016         |                 |                    |
| Velké Meziříčí         | 0 – 1           | Fotbal Třinec      |
| 23 agosto 2016         |                 |                    |
| Breclav                | 0 – 6           | Baník Ostrava      |
| Třebíč                 | 0 – 4           | Trinity Zlín       |
| Benešov                | 2 – 4           | Ústí nad Labem     |
| 24 agosto 2016         |                 |                    |
| Zápy                   | 2 – 1           | Baník Sokolov      |

## Terzo turno
| Squadra 1          | Risultato       | Squadra 2        |
| ------------------ | --------------- | ---------------- |
| 14 settembre 2016  |                 |                  |
| Zápy               | 1 – 2           | Mladá Boleslav   |
| 20 settembre 2016  |                 |                  |
| Spartak Hulín      | 0 – 2           | Bohemians 1905   |
| Graffin Vlašim     | 0 – 1           | Hradec Králové   |
| Pardubice          | 1 – 3           | Vysočina Jihlava |
| Sigma Olomouc      | 1 – 2           | Táborsko         |
| 21 settembre 2016  |                 |                  |
| Litoměřice         | 1 – 0           | Baník Ostrava    |
| Hlučín             | 0 – 7           | Viktoria Plzeň   |
| Velké Meziříčí     | 1 – 2           | Dukla Praga      |
| Ústí nad Labem     | 1 – 4           | Zbrojovka Brno   |
| 27 settembre 2016  |                 |                  |
| Karviná            | 2 – 0 (dts)     | Hradec Králové   |
| 28 settembre 2016  |                 |                  |
| Chrudim            | 1 – 3           | Slavia Praga     |
| 5 ottobre 2016     |                 |                  |
| Tachov             | 0 – 4           | Trinity Zlín     |
| 11 ottobre 2016    |                 |                  |
| Králův Dvůr        | 1 – 1 (5-3 dtr) | Sparta Praga     |
| Slovácko           | 3 – 4           | Opava            |
| 12 ottobre 2016    |                 |                  |
| Písek              | 1 – 5           | Slovan Liberec   |
| Dyn. Č. Budějovice | 1 – 2           | Sparta Praga     |

## Quarto turno
| Squadra 1        | Risultato       | Squadra 2        |
| ---------------- | --------------- | ---------------- |
| 26 ottobre 2021  |                 |                  |
| Mladá Boleslav   | 4 – 2           | Hradec Králové   |
| Trinity Zlín     | 3 – 1 (dts)     | Sparta Praga     |
| Opava            | 4 – 2           | Viktoria Plzeň   |
| Zbrojovka Brno   | 2 – 1           | Vysočina Jihlava |
| Bohemians 1905   | 3 – 1           | Králův Dvůr      |
| Slavia Praga     | 7 – 0           | Litoměřice       |
| 30 novembre 2016 |                 |                  |
| Karviná          | 2 – 2 (4-2 dtr) | Dukla Praga      |
| 1º marzo 2017    |                 |                  |
| Táborsko         | 1 – 3           | Slovan Liberec   |

## Quarti di finale
| Squadra 1      | Risultato       | Squadra 2      |
| -------------- | --------------- | -------------- |
| Opava          | 2 - 1           | Zbrojovka Brno |
| Bohemians 1905 | 1 - 1 (3-4 dtr) | Mladá Boleslav |
| Slovan Liberec | 2 - 4 (dts)     | Trinity Zlín   |
| Slavia Praga   | 5 - 2           | Karviná        |

## Semifinali
| Squadra 1      | Risultato | Squadra 2    |
| -------------- | --------- | ------------ |
| Slavia Praga   | 0 - 1     | Trinity Zlín |
| Mladá Boleslav | 0 - 2     | Opava        |

## Finale
| Arbitro: | Příhoda |

|  |           |                |
|  | Marcatori | 20’ Bartolomeu |